# Cimanes de la Vega (kommunhuvudort)
Cimanes de la Vega är en kommunhuvudort i Spanien.   Den ligger i provinsen Provincia de León och regionen Kastilien och Leon, i den nordvästra delen av landet, 240 km nordväst om huvudstaden Madrid. Cimanes de la Vega ligger 720 meter över havet och antalet invånare är 615.
Terrängen runt Cimanes de la Vega är huvudsakligen platt. Cimanes de la Vega ligger nere i en dal. Runt Cimanes de la Vega är det glesbefolkat, med 13 invånare per kvadratkilometer. Närmaste större samhälle är Benavente, 14,3 km sydväst om Cimanes de la Vega. Trakten runt Cimanes de la Vega består till största delen av jordbruksmark.